# Гай Норбан Флакк (консул 24 року до н. е.)
Гай Норбан Флакк (лат. Gaius Norbanus Flaccus; ? — після 16 до н. е.) — державний діяч часів ранньої Римської імперії, консул 24 року до н. е.

## Життєпис
Походив з роду нобілів Норбанів. Син Гая Норбана Флакка, консула 38 року до н. е. Про молоді роки замало відомостей. Під час боротьби Октавіана Августа з Марком Антонієм підтримав першого. Завдяки цьому став членом римського сенату.
У 24 році до н. е. став консулом разом з Октавіаном Августом. У 18—16 роках до н. е. як проконсул керував провінцією Азія. Після цього увійшов до жрецької колегії квіндецемвірів. Про подальшу долю нічого невідомо.

## Родина
Дружина — Корнелія Бальба, донька Луція Корнелія Бальби, претора 42 року до н. е.
Діти:
- Гай Норбан Флакк, консул 15 року
- Луцій Норбан Бальб, консул 19 року
- Норбана Клара